# 캐스케이드산맥
캐스케이드산맥(Cascade Range)은 북아메리카 서부 태평양 연안의 고위도 지방에 있는 폭 100~135km, 고도 평균 2,000m의 고원상(高原狀) 산지이다. 그 위에 3,000m를 넘는 화산 등이 솟아 있고, 빙하가 걸려 있다. 레이니어산(4,394m), 베이커산(3,276m) 등이 있다.
|  |

## 같이 보기
- 컬럼비아고원
- 미국 북서부

## 참고 문헌
- 이 문서에는 다음커뮤니케이션(현 카카오)에서 GFDL 또는 CC-SA 라이선스로 배포한 글로벌 세계대백과사전의 〈미국〉 항목을 기초로 작성된 글이 포함되어 있습니다.